# Усть-Камчатск
Усть-Камча́тск — посёлок (в 1951—2008 годах — посёлок городского типа) и порт в Камчатском крае России, административный центр Усть-Камчатского района и Усть-Камчатского сельского поселения.
Находится в сейсмо- и цунамиопасной зоне.

## Этимология
Название происходит от ближайшей к поселению реки — Камчатка.

## География
Расположен на восточном побережье полуострова Камчатка, в устье реки Камчатка, в 150 км от Ключевской Сопки.
Расстояние до Петропавловска-Камчатского напрямую — 522 км, по автодороге — 741 км.
Климат
- Среднегодовая температура воздуха — −0,4 °C
- Относительная влажность воздуха — 80,3 %
- Средняя скорость ветра — 4,2 м/с

| Среднесуточная температура воздуха в Усть-Камчатске по данным NASA | Среднесуточная температура воздуха в Усть-Камчатске по данным NASA | Среднесуточная температура воздуха в Усть-Камчатске по данным NASA | Среднесуточная температура воздуха в Усть-Камчатске по данным NASA | Среднесуточная температура воздуха в Усть-Камчатске по данным NASA | Среднесуточная температура воздуха в Усть-Камчатске по данным NASA | Среднесуточная температура воздуха в Усть-Камчатске по данным NASA | Среднесуточная температура воздуха в Усть-Камчатске по данным NASA | Среднесуточная температура воздуха в Усть-Камчатске по данным NASA | Среднесуточная температура воздуха в Усть-Камчатске по данным NASA | Среднесуточная температура воздуха в Усть-Камчатске по данным NASA | Среднесуточная температура воздуха в Усть-Камчатске по данным NASA | Среднесуточная температура воздуха в Усть-Камчатске по данным NASA | Среднесуточная температура воздуха в Усть-Камчатске по данным NASA |
| Янв                                                                | Фев                                                                | Мар                                                                | Апр                                                                | Май                                                                | Июн                                                                | Июл                                                                | Авг                                                                | Сен                                                                | Окт                                                                | Ноя                                                                | Дек                                                                | Год                                                                |                                                                    |
| −12,8 °C                                                           | −11,4 °C                                                           | −7,7 °C                                                            | −2,9 °C                                                            | 1,8 °C                                                             | 7,5 °C                                                             | 11,3 °C                                                            | 11,9 °C                                                            | 8,5 °C                                                             | 3,4 °C                                                             | −3,7 °C                                                            | −10,9 °C                                                           | −0,4 °C                                                            |                                                                    |
| Солнечное сияние, часов за месяц.                                  | Солнечное сияние, часов за месяц.                                  | Солнечное сияние, часов за месяц.                                  | Солнечное сияние, часов за месяц.                                  | Солнечное сияние, часов за месяц.                                  | Солнечное сияние, часов за месяц.                                  | Солнечное сияние, часов за месяц.                                  | Солнечное сияние, часов за месяц.                                  | Солнечное сияние, часов за месяц.                                  | Солнечное сияние, часов за месяц.                                  | Солнечное сияние, часов за месяц.                                  | Солнечное сияние, часов за месяц.                                  | Солнечное сияние, часов за месяц.                                  | Солнечное сияние, часов за месяц.                                  |
| Янв                                                                | Фев                                                                | Мар                                                                | Апр                                                                | Май                                                                | Июн                                                                | Июл                                                                | Авг                                                                | Сен                                                                | Окт                                                                | Ноя                                                                | Дек                                                                | Год                                                                |                                                                    |
| 71                                                                 | 88                                                                 | 149                                                                | 186                                                                | 174                                                                | 174                                                                | 152                                                                | 152                                                                | 156                                                                | 130                                                                | 96                                                                 | 59                                                                 | 1586                                                               |                                                                    |
| ------------------------------------------------------------------ | ------------------------------------------------------------------ | ------------------------------------------------------------------ | ------------------------------------------------------------------ | ------------------------------------------------------------------ | ------------------------------------------------------------------ | ------------------------------------------------------------------ | ------------------------------------------------------------------ | ------------------------------------------------------------------ | ------------------------------------------------------------------ | ------------------------------------------------------------------ | ------------------------------------------------------------------ | ------------------------------------------------------------------ | ------------------------------------------------------------------ |

## История
Посёлок основан в 1731 году под названием Усть-Приморский, по другим данным в 1741 году. В 1918 году переименован в Усть-Камчатск.
14 апреля 1923 года посёлок был почти полностью разрушен огромной волной цунами. Здесь погибло 23 человека. После этого часть жителей уехала отсюда, другая часть осталась и восстановила посёлок. В 1986 году Совмином СССР было принято решение о полном переносе посёлка в более безопасное место — на мыс Погодный, однако в полном объёме это не было выполнено. До сих пор бо́льшая часть жилых домов и все предприятия рыбопереработки остаются на прежнем месте.
В 2010 году произошло извержение близлежащих вулканов Ключевская Сопка и Шивелуч. В результате начался пеплопад, который засыпал практически весь посёлок.

## Население
| 1926  | 1939  | 1959  | 1970    | 1979    | 1989    | 2000  |
| ----- | ----- | ----- | ------- | ------- | ------- | ----- |
| 467   | ↗1819 | ↗9941 | ↗11 433 | ↗16 326 | ↘13 611 | ↘7800 |
| 2002  | 2010  | 2013  | 2015    | 2016    | 2018    | 2020  |
| ↘5231 | ↘4352 | ↘4121 | ↘3851   | ↘3773   | ↘3586   | ↘3374 |
| 2021  |       |       |         |         |         |       |
| ↗3548 |       |       |         |         |         |       |

## Экономика и инфраструктура
В посёлке действуют морской порт и рыбокомбинат (Рыбоконсервный завод - 66), а также предприятия деревообрабатывающей промышленности — Усть-Камчатская лесоперевалочная база. В 1937 году был открыт аэропорт Усть-Камчатск.
В 2013 году в Усть-Камчатске введён в эксплуатацию ветроэнергетический комплекс суммарной мощностью 1175 кВт, действующий совместно с местной ДЭС.
Действуют три школы, три детских сада, детская школа искусств, Центр дополнительного образования детей, детско-юношеская спортивная школа, профессиональное училище № 13.

## Транспорт
Из Усть-Камчатска регулярно ходит рейсовый автобус через посёлок Ключи в Петропавловск-Камчатский. Дорога проходит через центральную долину реки Камчатки, после посёлка Ключи её проходимость резко падает из-за вулкана Шивелуч, с которого регулярно сходят мощные грязевые потоки.
Аэропорт Усть-Камчатск находится в селе Крутоберегово, с которым посёлок связан паромной переправой.

## Достопримечательности
Историко-культурный центр «Нижне-Камчатский острог» (Церковь Успения Пресвятой Богородицы), основан в 1741 году.

## Топографические карты
- Лист карты O-58-XXXI Усть-Камчатск. Масштаб: 1 : 200 000. Состояние местности на 1971-1980 год. Издание 1986 г.

## Религия
В Усть-Камчатске действует православный храм, освященный в 2005 году в честь Покрова Пресвятой Богородицы.
Настоятели храма:
с 2000 по 2005г. иерей Константин Боцаценко;
с 2005 по 2008г.- иерей Владимир Нестеренко;
с 2009 по 2012г.- иерей Александр Косых;
с 2012 и по настоящее время- иерей Николай Пендюков.
Нижнекамчатск